# 横倉義武
横倉 義武（よこくら よしたけ、Yoshitake YOKOKURA、1944年8月9日 - ）は、日本の医師、医学者。学位は医学博士（久留米大学大学院・1977年）。日本医師会名誉会長。
第19代日本医師会会長、日本医師連盟委員長、第68代世界医師会会長、古賀誠自由民主党衆議院議員後援会長、日本会議代表委員などを歴任。

## 略歴
- 1944年（昭和19年） - 福岡県生まれ[4]
- 1963年（昭和38年）03月 - 福岡県立修猷館高等学校卒業[5][6]
- 1969年（昭和44年）03月 - 久留米大学医学部卒業[4]
  - 4月 - 久留米大医学部第2外科に入局[4]
- 1977年（昭和52年）08月 - 久留米大学大学院 医学博士取得
  - 10月 - ヴェストファーレン・ヴィルヘルム大学（通称ミュンスター大学）教育病院デトモルト病院外科に留学（1979年10月まで）[4]
- 1980年（昭和55年）01月 - 久留米大学医学部講師（1983年3月まで）[4]
- 1983年（昭和58年） - 医療法人弘恵会ヨコクラ病院勤務[7]
- 1988年（昭和63年）04月 - 大牟田医師会監事（2002年3月まで）[4]
- 1990年（平成02年）04月 - 医療法人弘恵会ヨコクラ病院・院長[4]
- 1990年（平成02年）04月 - 福岡県医師会理事（1998年3月まで）[4]
- 1992年（平成04年）04月 - 大牟田医師会理事（2004年3月まで）[4]
- 1997年（平成09年）04月 - 医療法人弘恵会ヨコクラ病院・理事長（〜現在）[7][4]
- 1998年（平成10年）04月 - 福岡県医師会専務理事（2002年3月まで）[4]
- 1999年（平成11年）05月 - 中央社会保険医療協議会委員（2002年4月まで）[4]
- 2002年（平成14年）04月 - 福岡県医師会副会長（2006年3月まで）[4]
- 2006年（平成18年）05月 - 福岡県医師会会長（2010年3月まで）[4]
- 2010年（平成22年）04月 - 日本医師会副会長（2012年3月まで）[4]
  - 6月 - 社会保障審議会医療部会委員（2012年4月まで）[4]
- 2012年（平成24年）04月 - 第19代日本医師会会長[4]
- 2017年（平成29年）10月 - 第68代世界医師会会長[8]
  - 同年 - アジア大洋州医師会連合（CMAAO）会長[7]
- 2020年（令和02年）06月 - 日本医師会会長選挙で中川俊男に敗れ、落選[9]
  - 8月 - 日本医師会名誉会長[10]
- 2021年（令和03年）04月 - 春の叙勲で旭日大綬章受章[11][12]

## 政界との関わり
- 原田義昭自由民主党衆議院議員とは、修猷館高校で同期であり親友[13]。
- 2016年まで日本会議代表役員をつとめていた[3]。

## 所属学会
- 日本医師会